# Todd Phillips
Pour les articles homonymes, voir Phillips.
Todd Phillips est un réalisateur, scénariste, acteur et producteur américain, né le 20 décembre 1970 à Brooklyn, État de New York.
Il est d'abord connu pour avoir produit, voire réalisé, trois comédies autour de groupes de jeunes : Road Trip (2000), Retour à la fac (2003) et Projet X (2012). Il connaît ensuite un large succès commercial en mettant en scène la trilogie Very Bad Trip (2009-2013). Parallèlement, il signe trois comédies centrées sur des tandems comiques : Starsky et Hutch (2004), L'École des dragueurs (2006) et Date limite (2010).
Par la suite, il change de registre en passant au thriller avec War Dogs (2016) puis Joker (2019), qui lui vaut une nomination à l'Oscar du meilleur réalisateur, et sa suite Joker : Folie à deux (2024).

## Biographie

### Jeunesse et formation
Todd Bunzl naît le 20 décembre 1970 à Brooklyn, État de New York aux États-Unis, et grandit dans le comté de Suffolk sur Long Island dans une famille juive.
Il suit des cours de cinéma à l'université de New York, mais la quitte avant l'obtention de son diplôme[réf. souhaitée].

### Carrière

#### Débuts et comédies potaches (années 1990/2000)
Il commence sa carrière en 1993 par la réalisation d'un film documentaire explosif sur l'artiste de punk hardcore controversé GG Allin intitulé Hated: GG Allin and the Murder Junkies. Suivent deux autres documentaires, Frat House (en), réalisé en 1998 avec Andrew Gurland et récompensé du grand prix du jury au Festival de Sundance, et Bittersweet Motel (en) en 2000 sur le groupe de rock progressif Phish.
Il dévoile aussi en 2000 son premier long-métrage comme co-scénariste et réalisateur, la comédie potache Road Trip, qui raconte le voyage de quatre étudiants à la recherche d'une cassette envoyée par erreur à une jeune femme. Il reste dans la comédie universitaire avec Retour à la fac (2003), cette fois portée par Luke Wilson, Vince Vaughn et Will Ferrell.
Il accepte ensuite d'écrire et réaliser un projet de commande, l'adaptation de la série télévisée à gros budget Starsky et Hutch, portée par Ben Stiller et Owen Wilson.
Il revient à un projet plus confidentiel deux ans plus tard, en signant la comédie L'École des dragueurs, où un conseiller incarné par Billy Bob Thornton aide un jeune homme joué par Jon Heder à séduire une femme.
Il tente de développer une sitcom, The More Things Change... avec Sasha Barrese et Paulo Costanzo, mais le projet n'est pas commandé. En 2009, il connaît le plus grand succès commercial de sa carrière : Very Bad Trip. Il s'agit pourtant du premier long-métrage qu'il n'écrit pas.

#### Confirmation commerciale et passage au thriller (années 2010)
Phillips coécrit et réalise les deux opus suivants, Very Bad Trip 2 et Very Bad Trip 3, qui sortent en 2011 et 2013. Parallèlement, il signe un autre buddy movie, Date limite, avec Robert Downey Jr. et Zach Galifianakis, sorti en 2010.
Par la suite, Phillips passe au drame et signe le thriller War Dogs (2016), avec Miles Teller et Jonah Hill, dans les rôles de trafiquants d'armes.

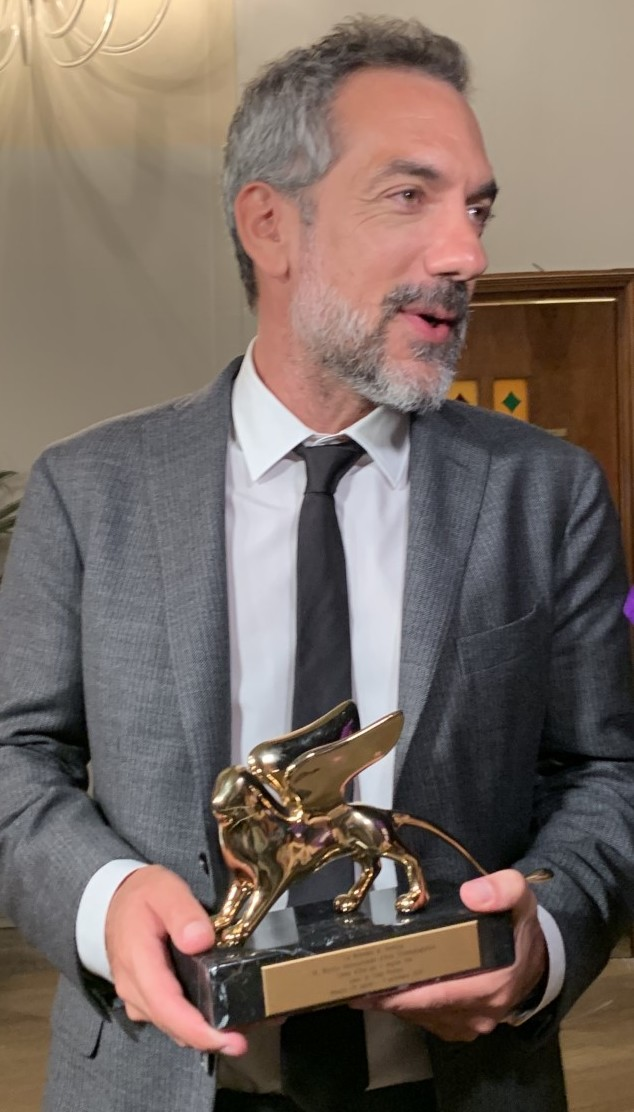
Todd Phillips avec son Lion d'or pour Joker, en 2019.

En 2019, il dévoile Joker, critique de la société contemporaine, avec Joaquin Phoenix dans le rôle-titre, celui d'un humoriste de stand-up raté devenant un tueur psychopathe. Le film rencontre un important succès critique et commercial, engendrant notamment un milliard de dollars de recette. Nommé à l'Oscar du meilleur film et à l'Oscar du meilleur scénario adapté, le long métrage lui vaut une nomination à l'Oscar du meilleur réalisateur.

#### Confirmation difficile (années 2020)
Il coécrit et réalise la suite, Joker : Folie à deux, sortie en 2024 et prenant une tournure musicale, avec Joaquin Phoenix à nouveau dans le rôle principal ainsi que Lady Gaga. Contrairement à son prédécesseur, le film a droit à un accueil majoritairement négatif de la part de la presse et du public. Il constitue également un échec majeur au box office.

### Divers
En 2004, il atteint la table finale de l'étape de Los Angeles, U.S. du World Poker Tour. Il finit 5e et gagne 240 000 dollars[source secondaire souhaitée].

## Filmographie

### Réalisateur

#### Cinéma
- 2000 : Road Trip
- 2003 : Retour à la fac (Old School)
- 2004 : Starsky et Hutch
- 2006 : L'École des dragueurs (School for Scoundrels)
- 2009 : Very Bad Trip (The Hangover)
- 2010 : Date limite (Due Date)
- 2011 : Very Bad Trip 2 (The Hangover Part II)
- 2013 : Very Bad Trip 3 (The Hangover Part III)
- 2016 : War Dogs
- 2019 : Joker
- 2024 : Joker : Folie à deux (Joker: Folie à Deux)

#### Télévision
- 1994 : Hated: GG Allin and the Murder Junkies (documentaire)
- 1998 : Frat House (documentaire)
- 2000 : Bittersweet Motel (documentaire)

### Scénariste
- 2000 : Road Trip
- 2003 : Retour à la fac (Old School)
- 2004 : Starsky et Hutch
- 2006 : Borat : Leçons culturelles sur l'Amérique au profit glorieuse nation Kazakhstan (Borat: Cultural learnings of America for Make Benefit Glorious Nation of Kazahkstan) de Larry Charles
- 2006 : L'École des dragueurs (School for Scoundrels)
- 2010 : Date limite (Due Date)
- 2011 : Very Bad Trip 2 (The Hangover Part II)
- 2013 : Very Bad Trip 3 (The Hangover Part III)
- 2016 : War Dogs
- 2019 : Joker
- 2024 : Joker : Folie à deux (Joker: Folie à Deux)

### Acteur
- 2000 : Road Trip : Clayton
- 2003 : Retour à la fac (Old School) : un homme à la porte (caméo)
- 2009 : Very Bad Trip : Creepy
- 2010 : Date limite (Due Date) : Barry

### Producteur
- 2009 : Very Bad Trip (The Hangover)
- 2010 : Date limite (Due Date)
- 2011 : Very Bad Trip 2 (The Hangover Part II)
- 2012 : Projet X (Project X) de Nima Nourizadeh
- 2013 : Very Bad Trip 3 (The Hangover Part III)
- 2015-2016 : Limitless (série télévisée) - saison 1
- 2016 : War Dogs
- 2018 : A Star Is Born de Bradley Cooper
- 2019 : Joker
- 2023 : Maestro de Bradley Cooper
- 2024 : Joker : Folie à deux (Joker: Folie à Deux)

## Distinctions

### Récompenses
- Golden Globes 2010 : Meilleur film musical ou de comédie pour Very Bad Trip
- Mostra de Venise 2019 : Lion d'or pour Joker

### Nominations
- Oscars 2007 : Meilleur scénario adapté pour Borat
- Golden Globes 2020 : Meilleur film dramatique et meilleur réalisateur pour Joker
- Oscars 2020 : Meilleur film, meilleur réalisateur et meilleur scénario adapté pour Joker
- BAFTA 2020 : Meilleur film, meilleur réalisateur et eilleur scénario adapté pour Joker
- Critics' Choice Movie Awards 2020 : Meilleur film et meilleur scénario adapté pour Joker
- César 2020 : Meilleur film étranger pour Joker

## Box-office
| Films                 | Budget        | Box-office    | Box-office        | Box-office      |
| Films                 | Budget        | États-Unis    | France            | Mondial         |
| --------------------- | ------------- | ------------- | ----------------- | --------------- |
| Road Trip             | 16 000 000 $  | 68 540 777 $  | 445 933 entrées   | 119 754 278 $   |
| Retour à la fac       | 24 000 000 $  | 75 585 093 $  | 7 140 entrées     | 87 055 349 $    |
| Starsky et Hutch      | 60 000 000 $  | 88 237 754 $  | 1 517 047 entrées | 170 268 750 $   |
| L'École des dragueurs | 35 000 000 $  | 17 807 569 $  | 16 579 entrées    | 23 947 685 $    |
| Very Bad Trip         | 35 000 000 $  | 277 322 503 $ | 2 001 563 entrées | 469 310 836 $   |
| Date limite           | 65 000 000 $  | 100 539 043 $ | 786 360 entrées   | 209 739 043 $   |
| Very Bad Trip 2       | 80 000 000 $  | 254 464 305 $ | 2 505 081 entrées | 586 764 305 $   |
| Very Bad Trip 3       | 103 000 000 $ | 112 200 072 $ | 1 925 020 entrées | 362 000 072 $   |
| War Dogs              | 40 000 000 $  | 43 034 523 $  | 513 131 entrées   | 86 234 523 $    |
| Joker                 | 55 000 000 $  | 335 451 311 $ | 5 606 729 entrées | 1 074 251 311 $ |

## Acteurs récurrents
Todd Phillips choisit souvent des acteurs récurrents, comme Bradley Cooper, un de ses acteurs fétiches, avec qui il a collaboré six fois.
| Interprètes       | Année | Film                 | Rôle                                                          |
| ----------------- | ----- | -------------------- | ------------------------------------------------------------- |
| Bradley Cooper    | 2009  | Very Bad Trip        | Phil Wenneck                                                  |
| Bradley Cooper    | 2011  | Very Bad Trip 2      | Phil Wenneck                                                  |
| Bradley Cooper    | 2013  | Very Bad Trip 3      | Phil Wenneck                                                  |
| Bradley Cooper    | 2016  | War Dogs             | Henry Girard                                                  |
| Bradley Cooper    | 2018  | A Star Is Born       | Jackson Maine                                                 |
| Bradley Cooper    | 2023  | Maestro              | Leonard Bernstein                                             |
| Zach Galifianakis | 2009  | Very Bad Trip        | Alan Garner                                                   |
| Zach Galifianakis | 2010  | Date limite          | Ethan Tremblay / Ethan Chase                                  |
| Zach Galifianakis | 2011  | Very Bad Trip 2      | Alan Garner                                                   |
| Zach Galifianakis | 2013  | Very Bad Trip 3      | Alan Garner                                                   |
| Ed Helms          | 2009  | Very Bad Trip        | Dr Stuart « Stu » Price                                       |
| Ed Helms          | 2011  | Very Bad Trip 2      | Dr Stuart « Stu » Price                                       |
| Ed Helms          | 2013  | Very Bad Trip 3      | Dr Stuart « Stu » Price                                       |
| Justin Bartha     | 2009  | Very Bad Trip        | Doug Billings, ami de Phil et de Stu, futur beau-frère d'Alan |
| Justin Bartha     | 2011  | Very Bad Trip 2      | Doug Billings, ami de Phil et de Stu, futur beau-frère d'Alan |
| Justin Bartha     | 2013  | Very Bad Trip 3      | Doug Billings, ami de Phil et de Stu, futur beau-frère d'Alan |
| Amy Smart         | 2000  | Road Trip            | Beth Wagner                                                   |
| Amy Smart         | 2004  | Starsky et Hutch     | Holly                                                         |
| Will Ferrell      | 2003  | Retour à la fac      | Frank « The Tank » Ricard                                     |
| Will Ferrell      | 2004  | Starsky et Hutch     | Big Earl (non crédité)                                        |
| Ben Stiller       | 2004  | Starsky et Hutch     | l'inspecteur David Starsky                                    |
| Ben Stiller       | 2006  | Date limite          | Lonnie Radcliffe                                              |
| Juliette Lewis    | 2004  | Starsky et Hutch     | Kitty                                                         |
| Juliette Lewis    | 2010  | Date limite          | Heidi                                                         |
| Mike Epps         | 2009  | Very Bad Trip        | Doug, le vendeur de drogue                                    |
| Mike Epps         | 2013  | Very Bad Trip 3      | Doug, le vendeur de drogue                                    |
| Heather Graham    | 2009  | Very Bad Trip        | Jade, escort girl et stripteaseuse                            |
| Heather Graham    | 2013  | Very Bad Trip 3      | Jade                                                          |
| Joaquin Phoenix   | 2019  | Joker                | Arthur Fleck / le Joker                                       |
| Joaquin Phoenix   | 2024  | Joker : Folie à deux | Arthur Fleck / le Joker                                       |